# فرد جيبسون
فرد جيبسون (بالإنجليزية: Fred Gibson)‏ (8 ديسمبر 1888 في جنوب أفريقيا - 15 مارس 1952) هو لاعب كرة قدم جنوب أفريقي في مركز جناح ‏. لعب مع كوفنتري سيتي.